# フィスト・オブ・ザ・コンドル
『フィスト・オブ・ザ・コンドル』（ふぃすと・おぶ・ざ・こんどる、原題：El puño del cóndor、英題：The Fist of the Condor）は、2023年にチリで製作されたアクション映画。
2023年1月27日に、ロッテルダム国際映画祭内でプレミア上映が開催され、日本では2024年2月2日より東京・ヒューマントラストシネマ渋谷ほか全国劇場にて公開。

## ストーリー
インカ帝国の武術の達人たちにより継承されてきた必殺戦闘術＜コンドル拳＞。
人体の限界を超えた武術の秘密が書かれた神聖な手引書は、各世代の継承者たちにより守り継がれてきた。
コンドル拳の師(ジーナ・アグアド)のもと数々の鍛錬に努めてきた戦士(マルコ・サロール)は、師からコンドル拳の継承者に選ばれるが、双子の弟に手引書を奪われてしまう。継承者の肩書を知り手引書を狙う猛者たちだけではなく、破滅を狙う弟の手下からも追われる続ける戦士は、秘儀を纏い闘い続ける。

## キャスト
- マルコ・サロール（スペイン語版）
- エヤル・マイヤー（スペイン語版）
- フェルナンダ・ウレホラ（スペイン語版）
- ジーナ・アグアド

## スタッフ
- 監督・脚本：エルネスト・ディアス＝エスピノーサ（スペイン語版）
- 日本配給：ライツキューブ